# 麹川
麹川（こうじがわ）は、熊本県中部を流れる坪井川水系の二級河川である。

## 地理
熊本県熊本市西区河内町岳付近を源を発し東流。熊本市西区島崎付近から井芹川に合流する。

## 流域の自治体
熊本県
熊本市（西区）

## 周辺情報
- 峠の茶屋
- 荒尾山
- 三淵山
- 岳林寺
- 三賢堂
- 釣耕園
- 叢桂園
- 石神山公園
- 石神山
- 島田美術館
- 熊本市立千原台高等学校
- 慈恵病院

## 橋梁
- 鎌研橋
- 三淵橋
- 上荒尾橋
- 荒尾橋
- 紙屋橋
- 須下川橋
- 毘沙門橋
- 三軒屋橋
- 延命橋
- 麹川六号橋
- 麹川五号橋
- 麹川四号橋
- 麹川三号橋
- 麹川二号橋
- 麹川一号橋

## 支流
- 島崎谷

## 近隣の河川
- 小山田川（坪井川水系）